# Tricostularia guillauminii
Tricostularia guillauminii är en halvgräsart som först beskrevs av Georg Kükenthal, och fick sitt nu gällande namn av Jean Raynal. Tricostularia guillauminii ingår i släktet Tricostularia och familjen halvgräs.
Artens utbredningsområde är Nya Kaledonien. Inga underarter finns listade i Catalogue of Life.